# ديفا (نهر)

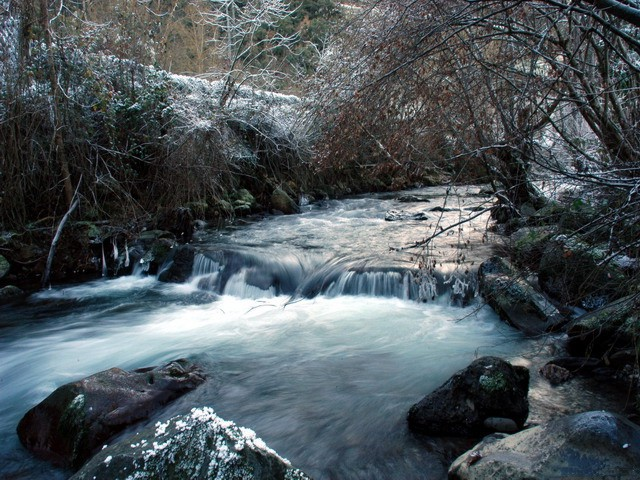
نهر ديفا في كامالينيو

نهر ديفا شمالي إسبانيا, ينبع من منطقة سيركيو ويمر في منطقتي أشتورية وقنطبرية ثم يتحد مع نهر كاريس الذي يصب في المحيط الأطلسي في خليج بسكاي. طوله الكلي 64 كم.